# コプリヴニツァ
コプリヴニツァ（クロアチア語: Koprivnica, ハンガリー語: Kapronca, ドイツ語: Kopreinitz）はクロアチア北部コプリヴニツァ＝クリジェヴツィ郡の都市および基礎自治体。2001年現在の人口は30,994人で、コプリヴニツァ＝クリジェヴツィ郡の郡都である。

## 地勢
コプリヴニツァはビロゴラ (Bilogora) の南側の傾斜地で、北側にはドラーヴァ川が流れる。歴史的に戦略的な地域で、地理的な条件から交易や手工業、行政府の中心など開発が進められ、13世紀より町として確立している。コプリヴニツァの地名は同名の小川の名称に因んでおり、13世紀のハンガリー王国の文書に初めて言及された。

## 歴史
コプリヴニツァの名が最初に現れたのは1207年のことで、1272年に初めてラースロー4世の文書に記録されている。1356年、ラヨシュ1世によって帝国自由都市の宣言がなされ、交易や交通の要衝として繁栄した。14世紀、ヴァラジュディンの影響によって町はさらに発展し開発が進んだ。この間要塞が築城され、16世紀後半までハプスブルクによってオスマン帝国の間に設置された軍政国境地帯があることから軍事的な中心でもあり、人々の生活や経済にも影響を与えた。16世紀、17世紀を通じて帝国自由都市の権利は維持され、経済的には17世紀初めより鍛冶屋や鍵、馬具製造、宝石などのギルドが存在し、交易を基盤としたスラヴォニアでは経済的に進んだ地域とされていた。また、17世紀後半には多くのカトリック教会が設立されている。経済活動は城壁の外にも広がり、今日までの町を形成する通りなども整備されている。カトリック教区の図書館もこの時期設立され、ラテン語やドイツ語の書物が所蔵されていた。
19世紀に入ると、これまでの古いルネサンス建築やバロック様式の建築物は現在まで続く新しい建築物に置き換えられていった。1863年新たに中心となる公園が計画され、これまであった城壁は取り除かれることになった。また、ザグレブとブダペストを結ぶ鉄道が計画され1869年から1870年に開通した。この時期、町は大きく近代化が進んでいる。経済的にも発展が継続され、郊外の開発も進み工業などが発展して行く。教育機関の整備も進み、20世紀初めにかけ技術校や高校などが開設された。

## ゆかりの人物
- ヴァンナ - 歌手